# Князівство Віллафранка
Князівство Віллафранка - середньовічна феодальна держава, яка існувала на Сицилії між 15-м і початком 19-го століття. Знаходилось на території сучасного муніципалітету Віллафранка-Сікула, в провінції Агрідженто.

## Історія
Банкір Петро Алліата Сеттімо пізанського походження придбав феодальне володіння Трокколі у Де Луна в 1496 році, що межувало з графством Кальтабеллотта, у Валь-ді-Мазара. Він подарував це удільне князівство своєму братові Антоніо († 1512), королівському полководцю, який привілеєм від 7 вересня 1499 року отримав право будувати та заселяти землю, якій він дав назву Віллафранка. Володіння Антоніо Алліата, який помер без спадкоємців, успадкував його брат Андреотто, доктор права, який одружився з Аполлонією Аджутамікрісто, мав п’ятьох дітей, у тому числі Антоніо († 1561), який 12 лютого 1536 року за привілеєм, наданим імператором Священної Римської імперії Карлом V Габсбургом, отримав титул 1-го барона Віллафранка.
Франческо Алліата Парута († 1636), 3-й барон Віллафранка, отримав титул 1-го князя (принца) Віллафранка за привілеєм, наданим королем Іспанії Філіпом III 14 квітня 1609 р.
Князівство Віллафранка було ліквідовано 1812 року через скасування Королівства Сицилії після проголошення сицилійської конституції, наданої королем Фердинандом III Бурбоном. На момент ліквідації князем був Джузеппе Алліата Монкада (1784-1844), VII князь Віллафранка, президент Палати перів і міністр закордонних справ сицилійського конституційного уряду під час регентства короля Франциска I.
Титул князя (принца) Віллафранка був юридично визнаний Королівством Італія разом з іншими титулами Алліати міністерськими указами від 29 квітня 1904 року та 4 1 жовтня 1904 року.
Супутніми титулами князя Віллафранка були: князь Священної Римської імперії, князь Буккері, князь Кастрорао, князь Трекастаньї, князь Укрії (Principe di Ucrìa), князь Салапарута, князь Сапонара, барон Педара, Соллацці ді Саломоне, барон Ассоро, Кастрорао, Манчі (Manchi), Рая (Raja), Укрії (Barone di Ucrìa), Вілагранде та інші. 